# Le Soir
Le Soir (en español La tarde) es un periódico diario belga en formato berlinés. Le Soir fue fundado en 1887 por Emile Rossel. Es el periódico francófono más popular de Bélgica. Comparado con sus competidores conservadores-católicos como La Libre Belgique, Le Soir es visto como socialmente progresista y abiertamente federalista en lo político.

## Controversia con Google
El diario obtuvo cierta notoriedad en Internet tras su exitoso pleito con Google por infracción de copyright. El caso se basó en el hecho de que Google muestra partes de noticias de la website del periódico a través de Google News, incluso después de que fueran borrados de la propia web del periódico. Un juzgado belga sentenció la no conformidad con las legislación de Bélgica y ordenó a Google quitar todas las «violaciones de copyright» de sus páginas web. Google actuó conforme al requerimiento, eliminando todos los enlaces a periódicos belgas de su «index de búsqueda».